# 哈庫拉市

哈庫拉市（西班牙語：Municipio Jacura），是委內瑞拉的一個市，位於該國西北部法爾孔州，首府設於哈庫拉，面積1,842平方公里，2001年人口11,500，人口密度為每平方公里6.24人。